# Jeschke von Dohna

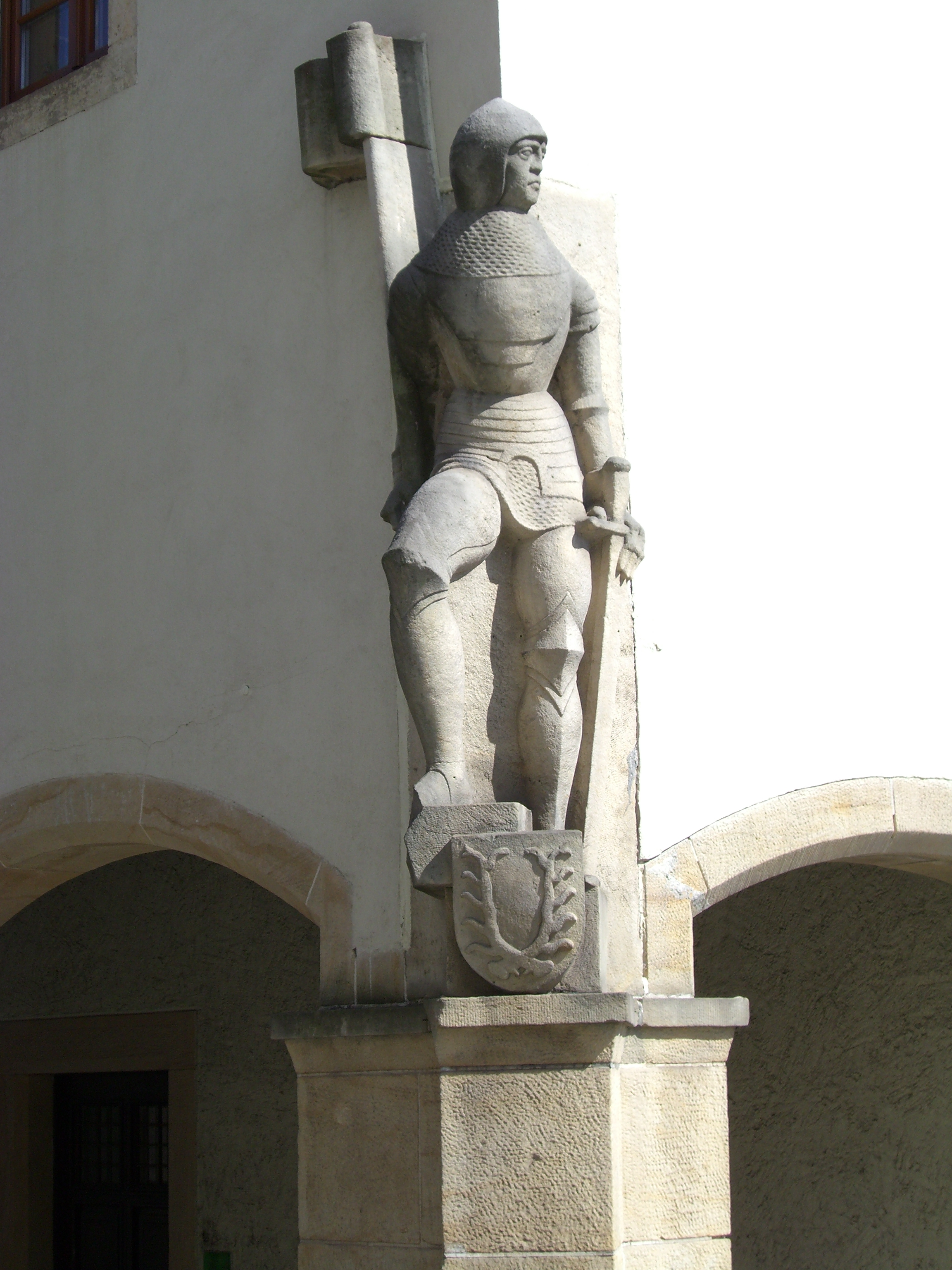
Skulptur eines Ritters, angeblich Burggraf Jeschke, am Ratskeller in Dohna. Am Sockel das Wappen der Donins, die gekreuzten Hirschstangen, wie es auf Dohnaer Brakteaten und Siegel zu sehen ist.

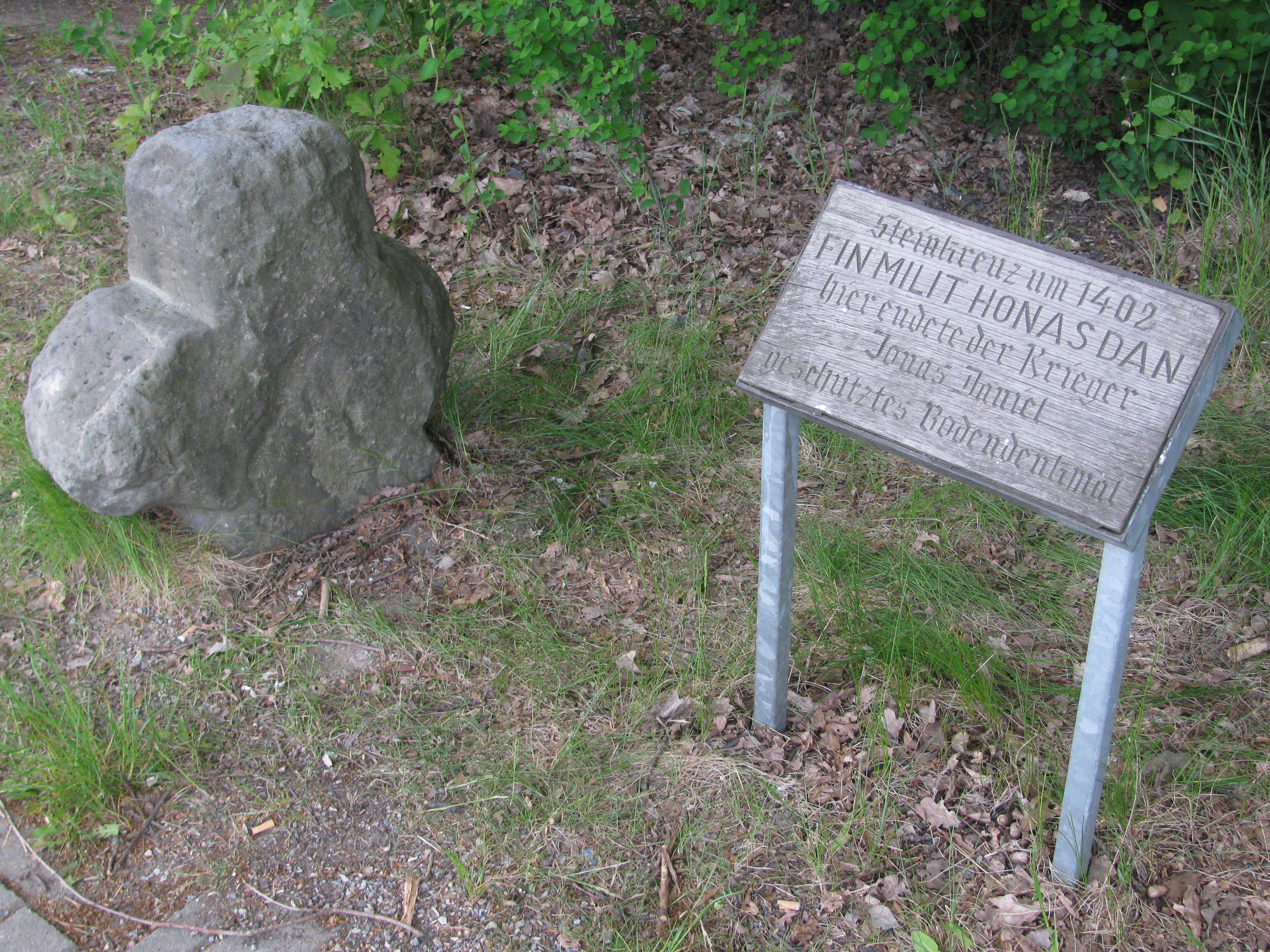
Jonaskreuz und Erläuterungstafel

Burggraf Jeschke von Dohna (auch Jeschke von Donin; † wahrscheinlich 1403 oder 1404) löste die Dohnaische Fehde aus.

## Familie
Er erscheint in der Stammtafel der Burggrafen von Dohna (nach Otto Posse) als Jeschke I., der 1404 hingerichtet wurde. Nach Hubert Maximilian Ermisch und Alfred Meiche fand die Hinrichtung jedoch schon im Dezember 1403 statt. Seine Gemahlin war Katarina geborene von Weyda. Jeschkes Vater war Otto Heyde II. (1347–1385), die Mutter war Adelheid geborene von Riesenburg. Seine Brüder waren Otto Heyde III. (regierender Burggraf 1385–1402, † 1415), Otto Mul († 1401), Friedrich I. († 1426) vom Orden der Kreuzträger und Jan († 1402). Jeschke hatte eine Schwester namens Margarete.

## Jeschke von Dohna und die Dohnaische Fehde
Jeschke gab dem meißnischen Lehnsadel angehörigen Rütschel (Rudolf) von Körbitz, der zu den zahlreichen geladenen Gästen des meißnischen Markgrafen Wilhelms I. des Einäugigen (1349/79–1407) gehörte, auf dem Adelstanz im Tanzhaus zu Dresden bei einem Streit eine schallende Ohrfeige. Körbitz hatte zuvor Jeschke ein Bein gestellt, so dass er zum Sturze kam. Damit war die Dohnaische Fehde (1385–1402) ausgelöst, die anfangs zwischen den Burggrafen von Dohna und der meißnisch-sächsischen  Adelsfamilie von Körbitz, im weiteren Verlauf mit dem wettinischen Markgrafen von Meißen Wilhelm ausgetragen wurde. Sie endete mit dem Verlust der Stammherrschaft der Burggrafen von Dohna und des gesamten zugehörigen Landes.
Vor dem Fall der Burg Dohna konnte Jeschke diese heimlich, der Überlieferung nach unter Benutzung eines unterirdischen Geheimganges, verlassen und nach Weesenstein, seinem Erbteil seit 1394, fliehen. Auch Georg Friedrich Mörig nennt in seinem Buch „Dohna, Stadt und Burg …“ den unterirdischen Gang als Grund dafür, dass Jeschke aus der belagerten Burg unbemerkt entkommen konnte:
Der Markgraf übernahm nach seiner Zurückkunft die Belagerung selbst. Während er vierzehn Tage die Burg eingeschlossen hielt, war Jeschke in der Nacht durch einen unterirdischen Gang entkommen und nach Weesenstein geflüchtet.
Als der Markgraf auch hierher folgte, soll Jeschke seine Kinder Wentzsch und Margaretha in Begleitung seines treuen Dieners Jonas Daniel zu Verwandten nach Königsbrück geschickt haben. Dabei geriet dieser jedoch in einen Hinterhalt und wurde ermordet. Ein Steinkreuz mit der Inschrift FIN MILIT HONAS DAN, gedeutet als FINIS MILITIS IHONAS DANIEL befindet sich am Abzweig Moritzburger Weg von der Königsbrücker Landstraße in Dresden. Es ist eines der beiden Kulturdenkmale auf dem Heller.
Jeschke floh von der Burg Weesenstein auf den Königstein, zu dessen Hauptmann ihn der Böhmenkönig Wenzel (1373–1419) ernannt hatte. Von hier aus begab er sich zum König Sigismund (1386–1437) von Ungarn, dem Bruder von Wenzel, nach Ofen (dem jetzigen Budapest). Hier wurde er angeblich im Dezember 1403 als Landesfriedensbrecher enthauptet.
Man kann annehmen, dass sich Jeschke vom König Sigismund nicht genügend unterstützt glaubte und von neuem Schutz und Hilfe suchte bei seinem alten Oberlehensherren, dem König Wenzel, dem es am 11. November 1403 gelungen war, aus seiner Gefangenschaft in Wien zu fliehen. Vielleicht hat Jeschke bei der Befreiung Wenzels seine Hand im Spiel gehabt.
Seine Nachkommen sind in Böhmen geblieben, nachdem der Rückerwerb Dohnas durch die erneuerte Belehnung 1423 mit der Burggrafschaft Dohna durch Sigismund nicht gelang.
Am Markt in Dohna befindet sich der Ratskeller, der Überlieferung nach das Burggräfliche Vorwerk und mutmaßlicher Sitz des Dohnaer Schöppenstuhls. Der schöne Säulendurchgang mit der Sandsteinfigur eines Ritters, der in Richtung Burg blickt, wurde erst 1934 wegen der Baufälligkeit der nördlichen Giebelseite erbaut. Diese Sandsteinfigur soll den Burggrafen Jeschke darstellen.

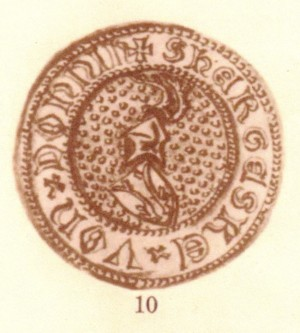
Siegel des Burggrafen Jeschke: Urkunde 2. Januar 1388 (Posse: Tafel 6, Nr. 10)
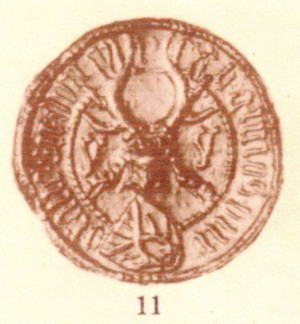
Siegel des Burggrafen Jeschke: Urkunde 11. März 1401 (Posse: Tafel 6, Nr. 11)